# Garlède-Mondebat
Pour les articles homonymes, voir Garlède et Mondebat.
Garlède-Mondebat (en béarnais Garraleda-Mondevath ou Garléde-Moundebath) est une commune française située dans le département des Pyrénées-Atlantiques en région Nouvelle-Aquitaine.

## Géographie

### Localisation
La commune de Garlède-Mondebat se trouve dans le département des Pyrénées-Atlantiques, en région Nouvelle-Aquitaine.
Elle se situe à 27 km par la route de Pau, préfecture du département, et à 16 km de Serres-Castet, bureau centralisateur du canton des Terres des Luys et Coteaux du Vic-Bilh dont dépend la commune depuis 2015 pour les élections départementales. 
La commune fait en outre partie du bassin de vie de Pau.
Les communes les plus proches sont : 
Lalonquette (1,7 km), Claracq (2,8 km), Lème (3,0 km), Claracq (3,1 km), Pouliacq (3,4 km), Coublucq (4,3 km), Méracq (4,5 km), Miossens-Lanusse (4,5 km).
Sur le plan historique et culturel, Garlède-Mondebat fait partie de la province du Béarn, qui fut également un État et qui présente une unité historique et culturelle à laquelle s’oppose une diversité frappante de paysages au relief tourmenté.

### Communes limitrophes
Les communes limitrophes sont  Boueilh-Boueilho-Lasque, Claracq, Coublucq, Lalonquette, Lème, Pouliacq et Thèze.
| Pouliacq | Coublucq         | Boueilh-Boueilho-Lasque |
| Lème     | Garlède-Mondebat | Claracq                 |
|          | Thèze            | Lalonquette             |

### Hydrographie

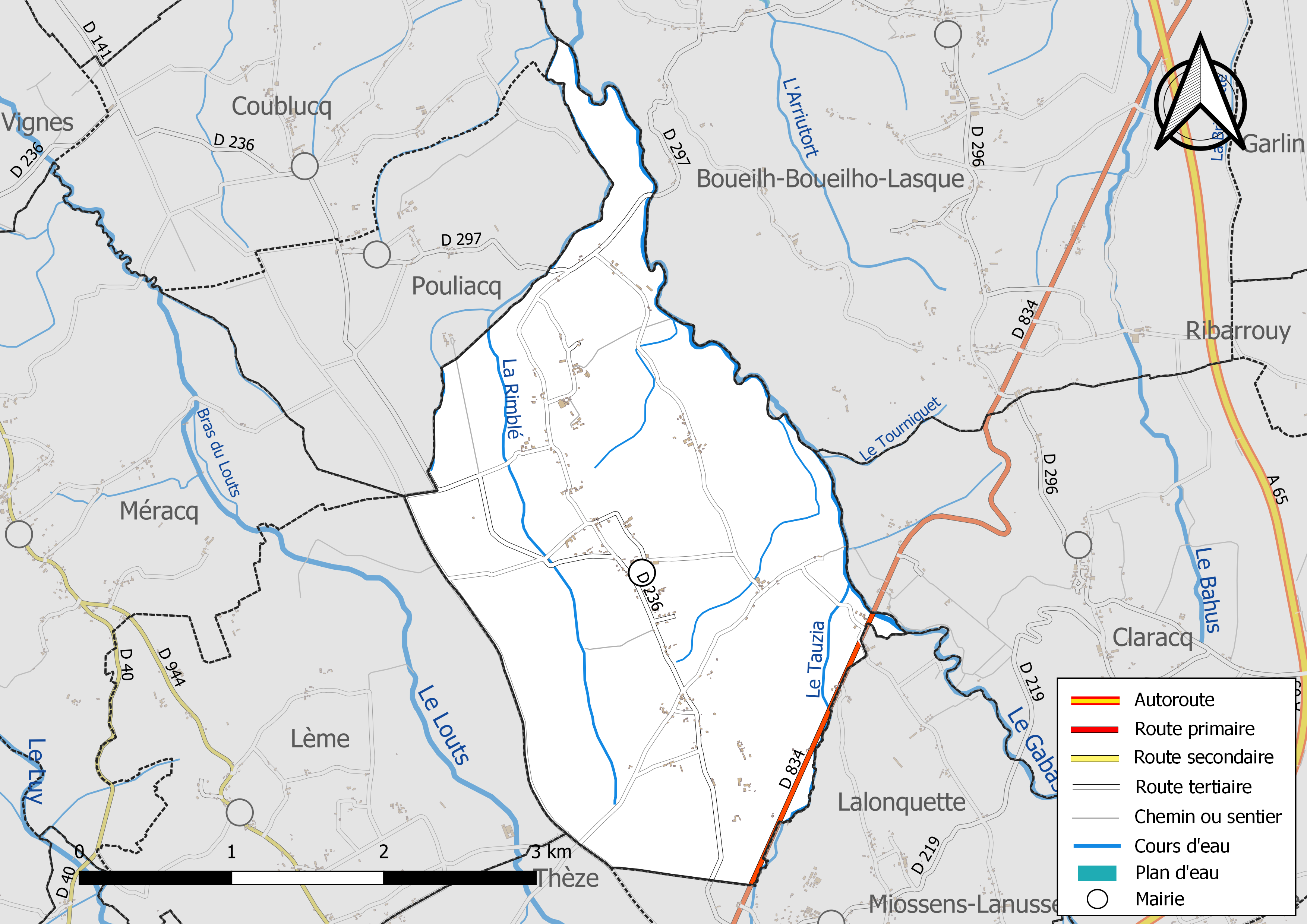
Réseaux hydrographique et routier de Garlède-Mondebat.

La commune est drainée par le Gabas, la Rimblé, le Tauzia et par divers petits cours d'eau, constituant un réseau hydrographique de 13 km de longueur totale,.
Le Gabas, d'une longueur totale de 116,7 km, prend sa source dans la commune d'Ossun et s'écoule du sud-est vers le nord-ouest. Il traverse la commune et se jette dans l'Adour à Souprosse, après avoir traversé 43 communes.

### Climat
Pour des articles plus généraux, voir Climat de la Nouvelle-Aquitaine et Climat des Pyrénées-Atlantiques.
Historiquement, la commune est exposée à un climat de montagne.  
En 2020, Météo-France publie une typologie des climats de la France métropolitaine dans laquelle la commune est toujours exposée à un climat de montagne et est dans la région climatique Pyrénées atlantiques, caractérisée par une pluviométrie élevée (>1 200 mm/an) en toutes saisons, des hivers très doux (7,5 °C en plaine) et des vents faibles.
Pour la période 1971-2000, la température annuelle moyenne est de 13,2 °C, avec une amplitude thermique annuelle de 14,4 °C. Le cumul annuel moyen de précipitations est de 1 112 mm, avec 11,9 jours de précipitations en janvier et 7,9 jours en juillet. Pour la période 1991-2020, la température moyenne annuelle observée sur la station météorologique la plus proche, située sur la commune d'Uzein à 14 km à vol d'oiseau, est de 13,7 °C et le cumul annuel moyen de précipitations est de 1 093,8 mm,. Pour l'avenir, les paramètres climatiques de la commune estimés pour 2050 selon différents scénarios d'émission de gaz à effet de serre sont consultables sur un site dédié publié par Météo-France en novembre 2022.

### Milieux naturels et biodiversité
Aucun espace naturel présentant un intérêt patrimonial n'est recensé sur la commune dans l'inventaire national du patrimoine naturel,,.

## Urbanisme

### Typologie
Au 1er janvier 2024, Garlède-Mondebat est catégorisée commune rurale à habitat très dispersé, selon la nouvelle grille communale de densité à sept niveaux définie par l'Insee en 2022.
Elle est située hors unité urbaine. Par ailleurs la commune fait partie de l'aire d'attraction de Pau, dont elle est une commune de la couronne,. Cette aire, qui regroupe 227 communes, est catégorisée dans les aires de 200 000 à moins de 700 000 habitants,.

### Occupation des sols

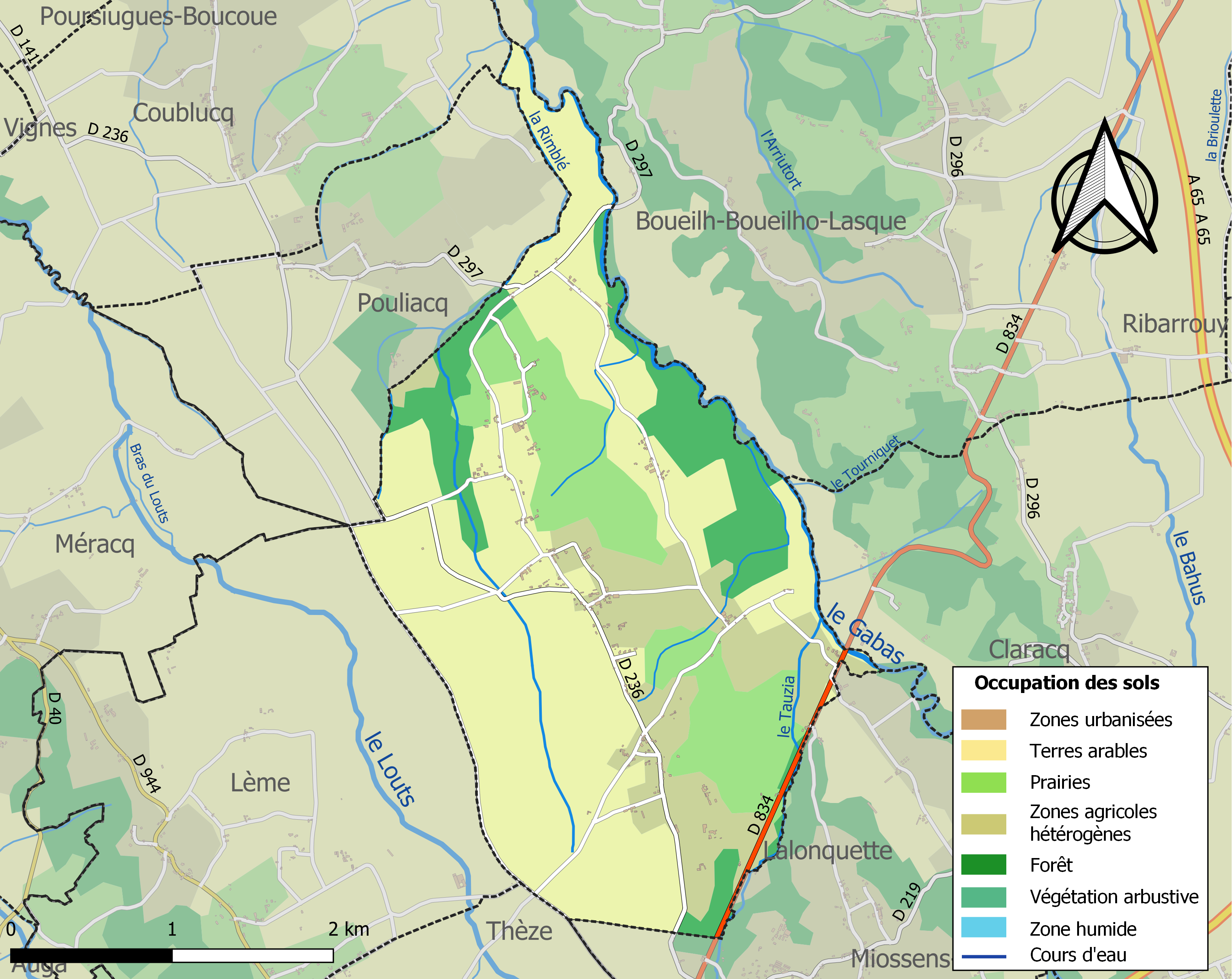
Carte des infrastructures et de l'occupation des sols de la commune en 2018 (CLC).

L'occupation des sols de la commune, telle qu'elle ressort de la base de données européenne d’occupation biophysique des sols Corine Land Cover (CLC), est marquée par l'importance des territoires agricoles (87,1 % en 2018), une proportion identique à celle de 1990 (87,1 %). La répartition détaillée en 2018 est la suivante : 
terres arables (53,9 %), prairies (16,6 %), zones agricoles hétérogènes (16,6 %), forêts (12,9 %). L'évolution de l’occupation des sols de la commune et de ses infrastructures peut être observée sur les différentes représentations cartographiques du territoire : la carte de Cassini (XVIIIe siècle), la carte d'état-major (1820-1866) et les cartes ou photos aériennes de l'IGN pour la période actuelle (1950 à aujourd'hui).

### Lieux-dits et hameaux
- Garlède : Cordonnier, Lahourcade, Moulin ;
- Mondebat : Claus, Lapaloque, Moulié.

### Voies de communication et transports
La commune est desservie par la route nationale 134 et les départementales 141 et 236.

### Risques majeurs
Le territoire de la commune de Garlède-Mondebat est vulnérable à différents aléas naturels : météorologiques (tempête, orage, neige, grand froid, canicule ou sécheresse), inondations et séisme (sismicité modérée). Il est également exposé à deux risques technologiques,  le transport de matières dangereuses et la rupture d'un barrage. Un site publié par le BRGM permet d'évaluer simplement et rapidement les risques d'un bien localisé soit par son adresse soit par le numéro de sa parcelle.

#### Risques naturels
Certaines parties du territoire communal sont susceptibles d’être affectées par le risque d’inondation par une crue à  débordement lent de cours d'eau, notamment le Gabas. La commune a été reconnue en état de catastrophe naturelle au titre des dommages causés par les inondations et coulées de boue survenues en 1982, 2009 et 2018,.

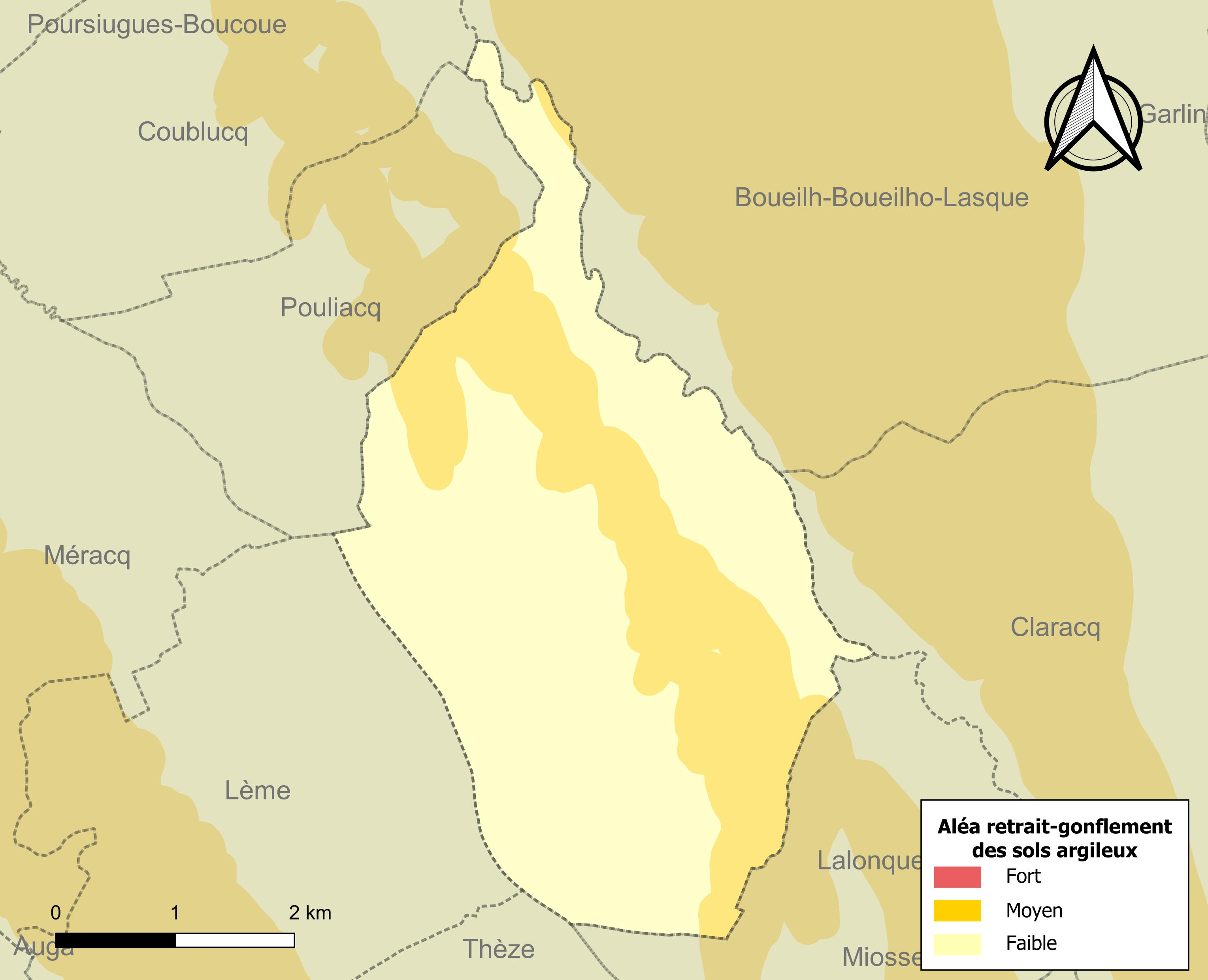
Carte des zones d'aléa retrait-gonflement des sols argileux de Garlède-Mondebat.

Le retrait-gonflement des sols argileux est susceptible d'engendrer des dommages importants aux bâtiments en cas d’alternance de périodes de sécheresse et de pluie. 32,1 % de la superficie communale est en aléa moyen ou fort (59 % au niveau départemental et 48,5 % au niveau national). Depuis le 1er octobre 2020, en application de la loi ELAN, différentes contraintes s'imposent aux vendeurs, maîtres d'ouvrages ou constructeurs de biens situés dans une zone classée en aléa moyen ou fort,.

#### Risque technologique
La commune est en outre située en aval de barrages de classe A. À ce titre elle est susceptible d’être touchée par l’onde de submersion consécutive à la rupture de cet ouvrage.

## Toponymie
Le toponyme Garlède apparaît sous les formes 
Garaleda (1101, cartulaire de Lescar), 
Galarede (1385, censier de Béarn), 
Garralede et Garrelede 1443 pour les deux formes, contrats de Carresse), 
Garlade (1546, réformation de Béarn) et 
Garlede (1793 et 1801, Bulletin des Lois pour la dernière date).
Le toponyme Mondebat, village de Garlède, apparaît sous les formes 
Monde-Abat et Mondebag (respectivement 1385 et XIVe siècle, censier de Béarn) et 
Mondabat (1546, réformation de Béarn).
Le nom béarnais de la commune est Garraleda-Mondevath ou Garléde-Moundebath.

## Histoire
Paul Raymond note qu'en 1385, Garlède comptait douze feux et Mondebat huit. À cette époque, Claracq et Garlède ne formaient qu'une seule et même paroisse, dépendant de la baronnie de Mondebat. Celle-ci, créée en 1658, comprenait Garlède, Lalonquette et Mondebat, et était vassale de la vicomté de Béarn. Mondebat dépendait du bailliage de Pau.
Mondebat s'est unie à Garlède le 25 juin 1844.

## Politique et administration
| Période | Période  | Identité          | Étiquette | Qualité |
| ------- | -------- | ----------------- | --------- | ------- |
| 1995    | 2001     | Jean-Louis Baylou |           |         |
| 2001    | 2008     | Jean-Louis Baylou |           |         |
| 2008    | 2014     | Francis Daunat    |           |         |
| 2014    | En cours | Eric Baylou       |           |         |

### Intercommunalité
Garlède-Mondebat fait partie de quatre structures intercommunales :
- la communauté de communes des Luys en Béarn ;
- le syndicat AEP d'Arzacq ;
- le syndicat d’énergie des Pyrénées-Atlantiques ;
- le syndicat intercommunal de Garlède - Lalonquette.

Garlède-Mondebat accueille le siège du syndicat intercommunal de Garlède - Lalonquette.

## Population et société

### Démographie
L'évolution du nombre d'habitants est connue à travers les recensements de la population effectués dans la commune depuis 1793. Pour les communes de moins de 10 000 habitants, une enquête de recensement portant sur toute la population est réalisée tous les cinq ans, les populations de référence des années intermédiaires étant quant à elles estimées par interpolation ou extrapolation. Pour la commune, le premier recensement exhaustif entrant dans le cadre du nouveau dispositif a été réalisé en 2004.

En 2022, la commune comptait 219 habitants, en évolution de −1,79 % par rapport à 2016 (Pyrénées-Atlantiques : +3,78 %, France hors Mayotte : +2,11 %).
| 1793 | 1800 | 1806 | 1821 | 1831 | 1836 | 1841 | 1846 | 1851 |
| ---- | ---- | ---- | ---- | ---- | ---- | ---- | ---- | ---- |
| 185  | 217  | 376  | 326  | 248  | 269  | 394  | 402  | 407  |

| 1856 | 1861 | 1866 | 1872 | 1876 | 1881 | 1886 | 1891 | 1896 |
| ---- | ---- | ---- | ---- | ---- | ---- | ---- | ---- | ---- |
| 367  | 358  | 341  | 328  | 330  | 346  | 304  | 335  | 306  |

| 1901 | 1906 | 1911 | 1921 | 1926 | 1931 | 1936 | 1946 | 1954 |
| ---- | ---- | ---- | ---- | ---- | ---- | ---- | ---- | ---- |
| 325  | 306  | 320  | 266  | 260  | 241  | 233  | 210  | 214  |

| 1962 | 1968 | 1975 | 1982 | 1990 | 1999 | 2004 | 2006 | 2009 |
| ---- | ---- | ---- | ---- | ---- | ---- | ---- | ---- | ---- |
| 206  | 194  | 170  | 175  | 165  | 180  | 188  | 190  | 196  |

| 2014 | 2019 | 2022 | - | - | - | - | - | - |
| ---- | ---- | ---- | - | - | - | - | - | - |
| 221  | 220  | 219  | - | - | - | - | - | - |

## Culture locale et patrimoine

### Patrimoine civil
La commune présente un ensemble de demeures et de fermes des XVIIe et XIXe.
Le moulin de Garlède date de 1761.

### Patrimoine religieux
L'église Saint-André, de Mondebat, date partiellement du XIIe siècle tout comme l'église Saint-Martin à Garlède. Ces deux églises recèlent des objets,, un tableau, une peinture murale et du mobilier, inscrits à l'inventaire général du patrimoine culturel.

## Équipements
Enseignement
Garlède-Mondebat dispose d'une école primaire, qu'elle met en commun avec Auriac, Lalonquette et Miossens-Lanusse au sein d'un regroupement pédagogique intercommunal.